# La última granja
La última granja (en islandés Síðasti bærinn) es un corto islandés de 2004 dirigido por Rúnar Rúnarsson, con el actor estrella Jón Sigurbjörnsson. La película fue compuesta por Kjartan Sveinsson, teclista de la banda Sigur Rós.
Se filmó en una granja abandonada en los fiordos occidentales o Vestfirðir en Islandia que puede ser visitada fácilmente. De hecho, allí ocurrió la tragedia que sirvió como inspiración para el corto.
Fue nominada para el Óscar al mejor cortometraje de 2005.